# České Velenice
České Velenice (do 1922 Cmunt, Cmunt v Čechách, niem. Gmünd-Bahnhof, wcześniej Unterwielands) − miasto w Czechach, w kraju południowoczeskim. Według danych z 31 grudnia 2003 powierzchnia miasta wynosiła 1 209 ha, a liczba jego mieszkańców 3 479 osób.

## Historia

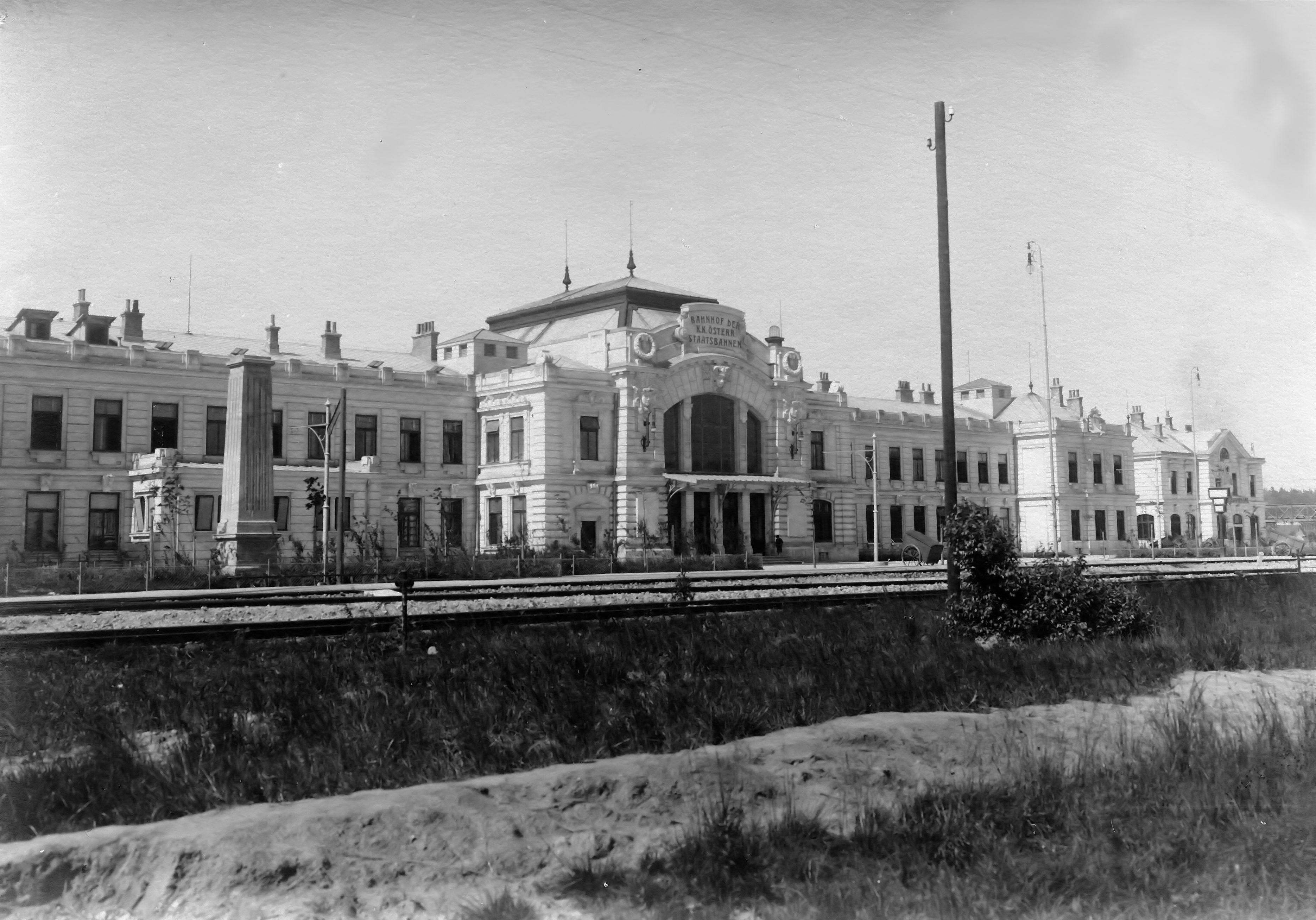
Dworzec w Gmünd około roku 1900 - po I wojnie światowej w Czechosłowacji

Miasto jest historycznie północnym przedmieściem austriackiego miasta Gmünd, leżącego w Dolnej Austrii. W 1920 po rozpadzie Austro-Węgier oraz zakończeniu I wojny światowej północne przedmieścia przyłączono do nowo utworzonej Czechosłowacji jako České Velenice (nazwa od 1922 roku, wcześniej Cmunt v Čechách). Powodem była linia kolejowa oraz dworzec (Gmünd-Bahnhof) znajdujący się w tej części miasta. W latach 1938–1945 ponownie połączono oba miasta w jedno (leżące w III Rzeszy), a nazwę České Velenice zamieniono na Gmünd III.

## Demografia

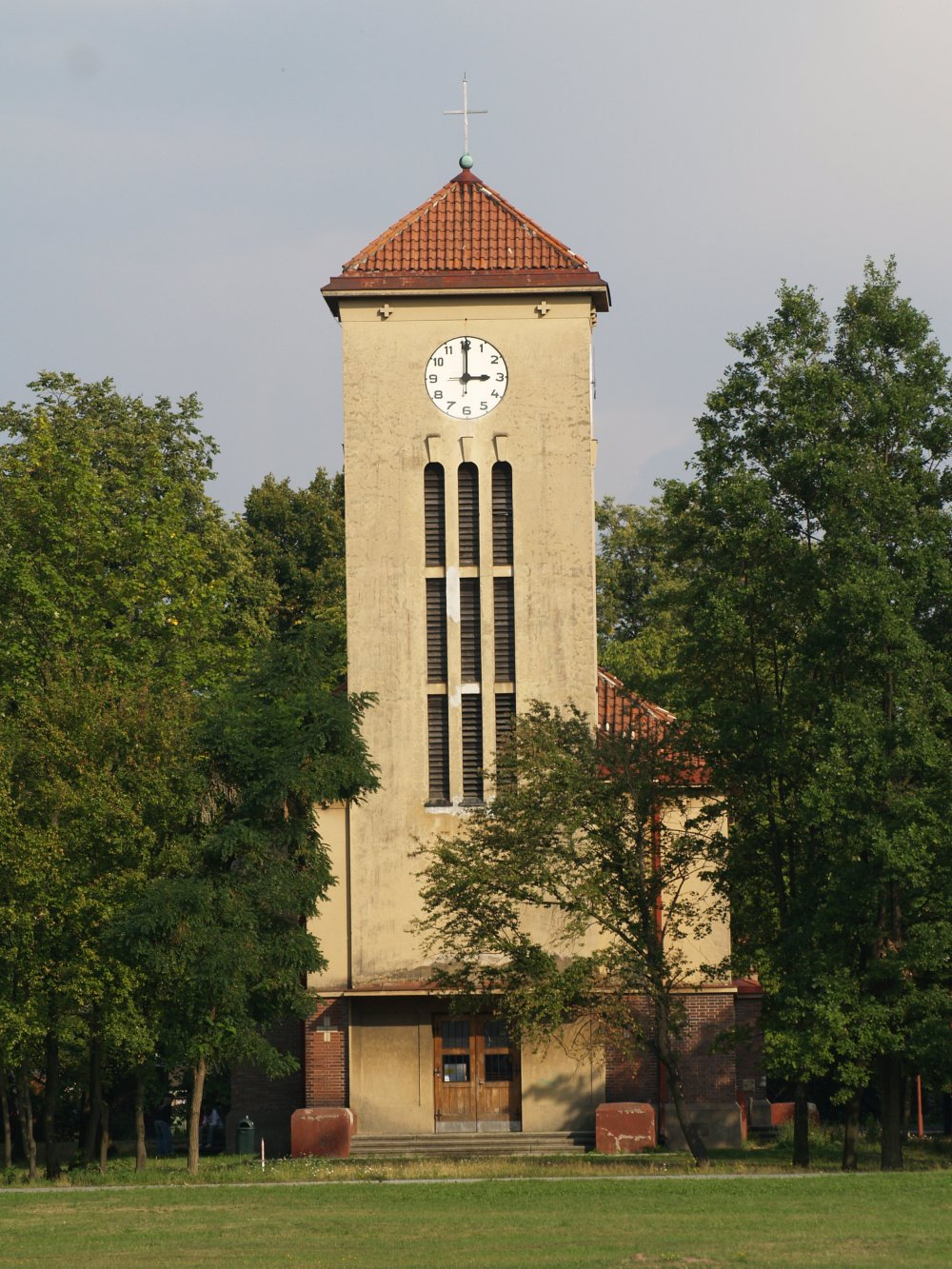
Kościół w České Velenice

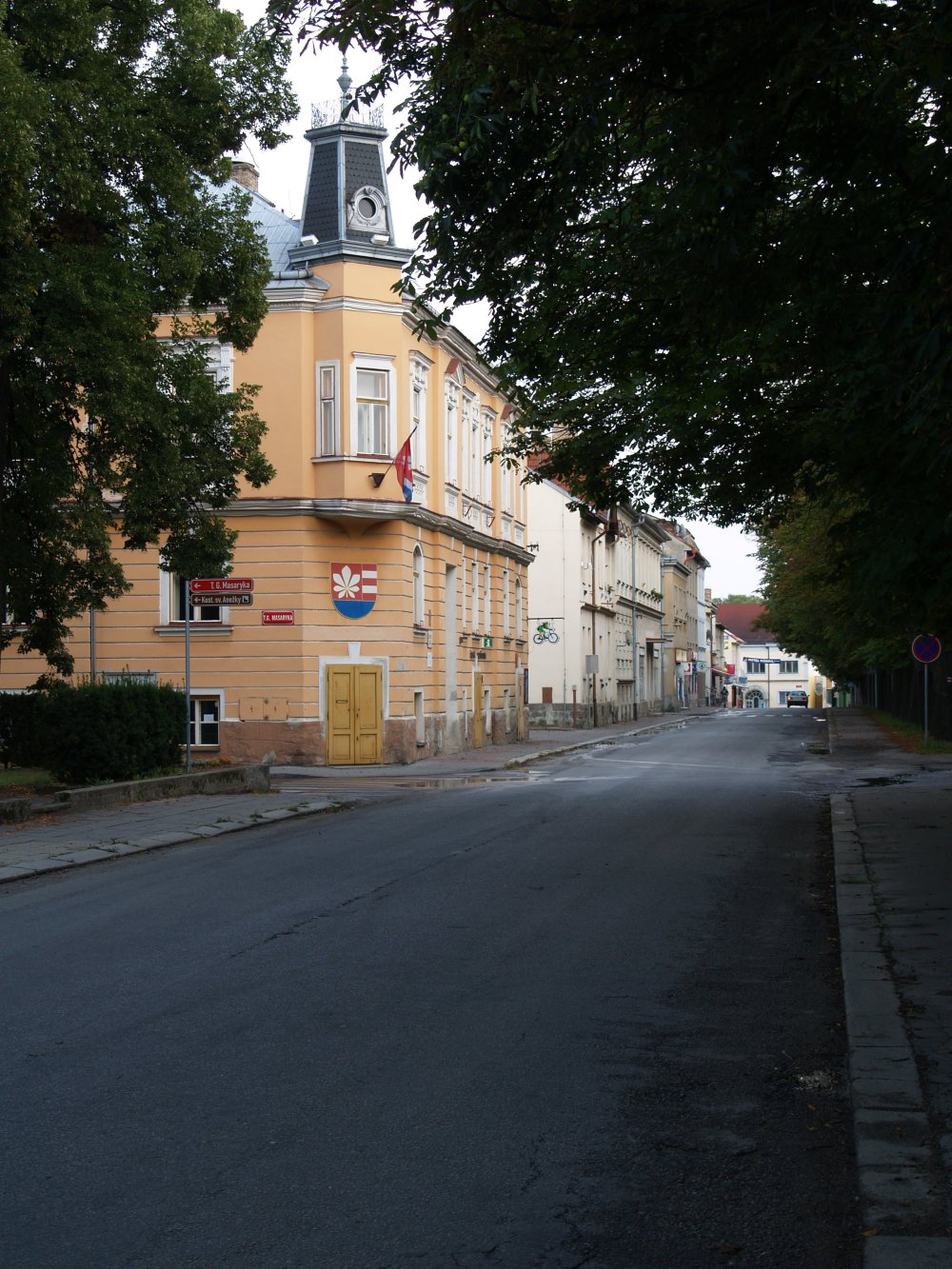
Ratusz w České Velenice

| Rok             | 1880  | 1910  | 1970  | 1980  | 1991  | 2001  | 2003  |
| --------------- | ----- | ----- | ----- | ----- | ----- | ----- | ----- |
| Liczba ludności | 1 930 | 5 713 | 3 008 | 3 177 | 3 605 | 3 523 | 3 479 |

Źródło: Czeski Urząd Statystyczny